# Neinvazivní vyšetření krve
Neinvazivní vyšetření krve (neinvazivní diagnostika krve) je zdiskreditovaná screeningová metoda, která údajně umožňuje stanovit 117 parametrů lidského organismu bez nutnosti odběru krve.
Poskytovatel tvrdí, že měření umožňuje hodnotit stav kardiovaskulárního aparátu; stav centrálního nervového systému; funkční vyšetření plic; renální a jaterní funkce; vybrané endokrinní funkce; vzájemné propojení enzymatických systémů; celkový stav organismu z hlediska funkčního stavu, hemodynamických parametrů, vnitřní homeostázy a další.
Neinvazivní diagnostika krve se provádí pomocí analyzátoru AMP, který je patentovaný v Evropské unii, Rusku a jiné. Držitelem patentu je ukrajinský vědec Anatolij Malychin a jeho kolega.
Certifikační orgány v Maďarsku i ve Slovenské republice odebraly přístroji certifikace jak zdravotnické techniky (nedodání klinických studií) tak i certifikátu CE, přístroj tedy není možno komerčně provozovat. Výrobce a provozovatel Quantum Medical Institute na toto reagoval přejmenováním přístroje a dále koná, jako kdyby se jednalo o jiný přístroj, kterého se příslušné nedostatky netýkají.

## Kritika
Na pseudovědecký charakter přístroje poukázal prof. Jiří Heřt, uvádí, že se k přístroji negativně vyjadřují i přední onkologové prof. Jan Žaloudík a prof. Bohuslav Konopásek. Společnost Quantum Medical Institute za provozování přístroje AMP získala stříbrný Bludný balvan v kategorii družstev za rok 2011. K přístroji se velmi kriticky vyjadřuje i prof. Tomáš Zima, přednosta Ústavu klinické biochemie a laboratorní diagnostiky VFN.
Česká obchodní inspekce provedla kontrolní měření a zjistila významné rozdíly mezi výsledky akreditované biochemické laboratoře a výsledky, které poskytlo vyšetření AMP.
Ondřej Vrtiška, novinář s biologickým vzděláním specializující se na vědu a techniku, mimo jiné poukazuje na to, že poskytovatelé prezentují řadu certifikátů, ovšem jde pouze o certifikáty o shodě nemající žádný vztah k tomu, zda přístroj skutečně funguje. Vyjadřuje se i k tomu, že neexistují seriózní výsledky potvrzující jakkoliv účinnost přístroje a že obhajoba tohoto stavu spiknutím proti proponentům APM není korektní.
Na základě podnětu ČOI před AMP varuje Ministerstvo průmyslu a obchodu. Ministerstvo zdravotnictví na základě stejného podnětu zahájilo správní řízení se záměrem zakázat používání AMP při poskytování zdravotní péče na území ČR z důvodu ohrožení pacientů chybnými falešně pozitivními i falešně negativními výsledky.